# Tshappoaivi
Tshappoaivi är en ås i Finland.   Den ligger i landskapet Lappland, i den norra delen av landet, 1 000 km norr om huvudstaden Helsingfors.